# Східноафриканський час
|  | UTC-1 | Час Кабо-Верде |
|  | UTC   | Західноєвропейський час · Час за Гринвічем                                                                                  |
|  | UTC+1 | Центральноєвропейський час · Західноафриканський час · Західноєвропейський літній час                                       |
|  | UTC+2 | Східноєвропейський час · Центральноафриканський час · Західноафриканський літній час · Південноафриканський стандартний час |
|  | UTC+3 | Східноєвропейський літній час · Східноафриканський час                                                                      |
|  | UTC+4 | Час Маврикію · Час Сейшельських Островів                                                                                    |

Східноафрика́нський час (англ. East Africa Time, EAT) — часовий пояс, що використовується у Східній Африці. Час збігається зі східноєвропейським літнім часом (UTC+3).
Оскільки цей пояс використовується переважно біля екватора, тривалість дня протягом року майже не відрізняється й перехід на літній час не здійснюється.
Східноафриканський час використовується в таких країнах:
- Коморські Острови
- Джибуті
- Еритрея
- Ефіопія
- Кенія
- Мадагаскар
- Сомалі
- Судан
- Танзанія
- Уганда